# Theridion subrotundum
Theridion subrotundum là một loài nhện trong họ Theridiidae.
Loài này thuộc chi Theridion. Theridion subrotundum được Eugen von Keyserling miêu tả năm 1891.